# Esteban Tuero
Esteban Tuero va ser un pilot de curses automobilístiques argentí que va arribar a disputar curses de Fórmula 1.
Va néixer el 22 d'abril del 1978 a Buenos Aires, Argentina.

## A la F1
Esteban Tuero va debutar a la primera cursa de la temporada 1998 (la 49a temporada de la història) del campionat del món de la Fórmula 1, disputant el 8 de març del 1998 el G.P. d'Austràlia al circuit de Melbourne.
Va participar en un total de setze curses puntuables pel campionat de la F1 disputades totes a la 1998, aconseguint una vuitena posició com millor classificació en una cursa i no assolí cap punt vàlid pel campionat del món de pilots.

## Resultats a la Fórmula 1
| Any  | Equip   | Xassís  | Motor | 1       | 2       | 3       | 4     | 5      | 6       | 7       | 8       | 9       | 10      | 11     | 12      | 13      | 14     | 15      | 16      | Posició | Punts |
| ---- | ------- | ------- | ----- | ------- | ------- | ------- | ----- | ------ | ------- | ------- | ------- | ------- | ------- | ------ | ------- | ------- | ------ | ------- | ------- | ------- | ----- |
| 1998 | Minardi | Minardi | Ford  | AUS Ret | BRA Ret | ARG Ret | SMR 8 | ESP 15 | MON Ret | CAN Ret | FRA Ret | GBR Ret | AUT Ret | ALE 16 | HUN Ret | BEL Ret | ITA 11 | LUX Ret | JAP Ret | -       | 0     |

### Resum
| Curses: | Victòries: | Pòdiums: | Poles: | Voltes ràpides: | Punts: |
| ------- | ---------- | -------- | ------ | --------------- | ------ |
| 16 (16) | 0          | 0        | 0      | 0               | 0      |